# Herbertia darwinii
Herbertia darwinii är en irisväxtart som beskrevs av Roitman och J.A.Castillo. Herbertia darwinii ingår i släktet Herbertia och familjen irisväxter. Inga underarter finns listade i Catalogue of Life.